# Río Wami

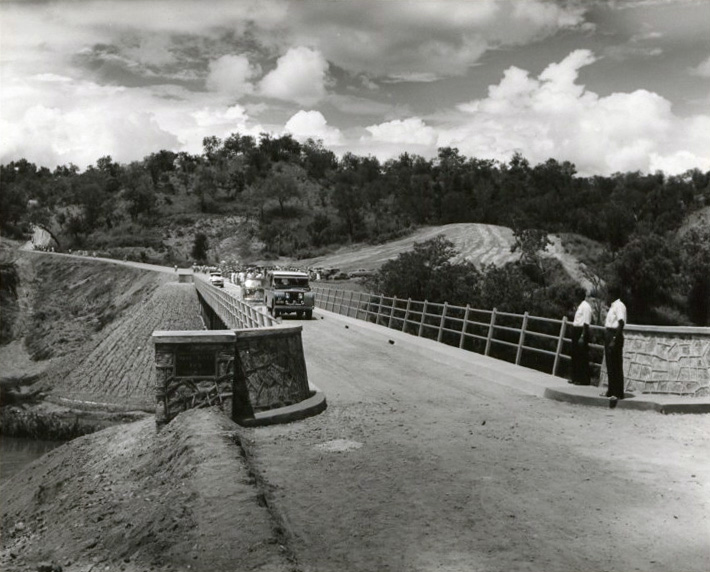
Cuzando bajo el puente Mandera

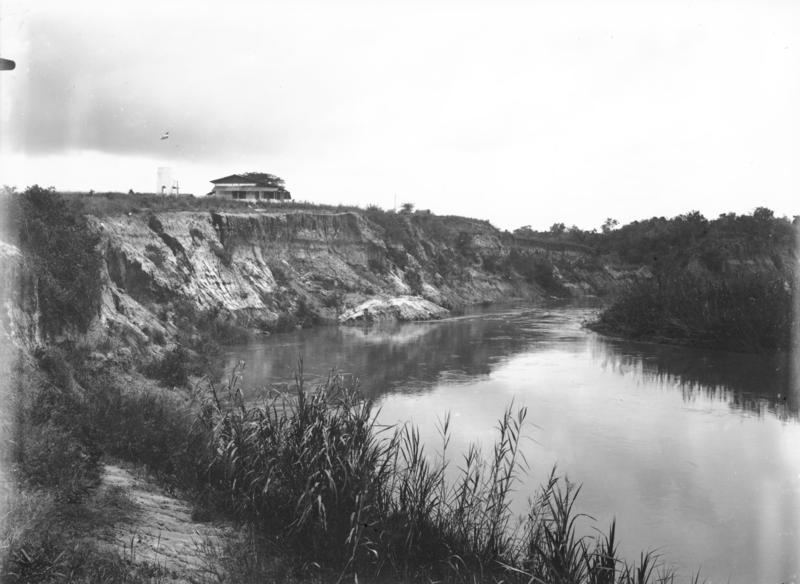
El río Wami en Kissanke (entre 1906 y 1918)

El río Wami es un río costero del África oriental, que discurre íntegramente por el este de Tanzania, en las regiones de Pwani y Morogoro y desemboca en el océano Índico en Saadani, al oeste de Zanzíbar. Tiene una longitud de unos 545 km y drena una cuenca de 43 946 km².
Sus fuentes están en las montañas Kaguru y fluye en dirección este. Su área de influencia se extiende desde el río Kinyasangwe a mucho más allá de Dodoma hasta el borde sur de la estepa masai. Sólo después de dejar la cuenca del río Mkata en el extremo norte del parque nacional de Mikumi su nombre pasa a ser Wami. El río Wami es la frontera sur del parque nacional de Saadani, un parque establecido en 2005 y que es el único parque nacional costero en Tanzania.
El río es un típico río de llanura, con un curso sinuoso con cortos y cerrados meandros. A causa de los rápidos de mandera, solamente los últimos 55 km son navegables para pequeñas embarcaciones. Debido a la deforestación y a los cambios climáticos en la región, disminuye su caudal de forma constante.

## Hidrometría
El caudal anual promedio del río, medido desde 1954 en un período de observación de 30 años en (1954-1984) en Mandera, una ciudad a unos 50 km por encima de la boca, fue de 60,6 m³/s, alimentado por una superficie del 82% de toda la zona de captación del río. El Wami depende, cómo la mayoría de los ríos de la región, de la temporada de lluvias, y puede considerarse de régimen pluvio-continental.
| Caudal medio mensual del Wami en la estación hidrológica de Mandera (Datos correspondientes a un período de 30 años (1954-1984), en m³/s) |
| |